# Fred Shuttlesworth
Fred Shuttlesworth (* 18. März 1922 in Mount Meigs, Montgomery County, Alabama, als Freddie Lee Robinson; † 5. Oktober 2011 Birmingham (Alabama)) war ein baptistischer Geistlicher und Bürgerrechtler, der sich in Birmingham (Alabama) gegen jede Form des Rassismus einsetzte.

## Leben
Fred Shuttlesworth, seit 1953 Pastor der  Bethel Baptist Church, war gemeinsam mit Martin Luther King 1957 einer der Gründer der Southern Christian Leadership Conference und wirkte seit 1961 in führender Rolle bei den Freedom Rides mit. Auch nachdem er 1961 Pastor in Cincinnati, Ohio, wurde, blieb er an der Birmingham campaign und an vielen weiteren Bürgerrechtsaktivitäten, z. B. den Märschen von Selma nach Montgomery 1965 beteiligt. Später galt sein besonderer Einsatz der Überwindung von Obdachlosigkeit. Nach seiner Pensionierung kehrte er 2007 nach Birmingham zurück.
Shuttlesworth wurde in der Miniserie King porträtiert. Außerdem wurde im Jahr 2008 der Flughafen Birminghams nach ihm benannt. 2001 wurde er mit der Presidential Citizens Medal geehrt, der zweithöchsten zivilen Auszeichnung der USA.